# Comuna Horodnic de Sus, Suceava
Horodnic de Sus este o comună în județul Suceava, Bucovina, România, formată numai din satul de reședință cu același nume.
Comuna Horodnic de Sus este localizată în partea nord-estică a județului Suceava și se învecinează cu următoarele localități: municipiul Rădăuți (la est), comuna Marginea (la sud), comuna Sucevița (la sud-vest și vest), comuna Horodnic de Jos (la nord).

## Istoric
Denumirea de Horodnic de Sus se pare că vine de la faptul că principalele așezări ale comunei au fost ridicate pe coasta dealului Osoi. Comună de sine stătătoare până în anul 1950, a fost desființată și trecută ca sat component al comunei Horodnic. În anul 2003 prin divizarea comunei Horodnic a redevenit comuna Horodnic de Sus.

## Demografie
Componența etnică a comunei Horodnic de Sus
     Români (88,13%)
     Romi (1,66%)
     Alte etnii (0,07%)
     Necunoscută (10,14%)
Componența confesională a comunei Horodnic de Sus
     Ortodocși (77,03%)
     Penticostali (12,17%)
     Alte religii (0,48%)
     Necunoscută (10,32%)
Conform recensământului efectuat în 2021, populația comunei Horodnic de Sus se ridică la 5.407 locuitori, în creștere față de recensământul anterior din 2011, când fuseseră înregistrați 5.136 de locuitori. Majoritatea locuitorilor sunt români (88,13%), cu o minoritate de romi (1,66%), iar pentru 10,14% nu se cunoaște apartenența etnică. Din punct de vedere confesional, majoritatea locuitorilor sunt ortodocși (77,03%), cu o minoritate de penticostali (12,17%), iar pentru 10,32% nu se cunoaște apartenența confesională.

## Politică și administrație
Comuna Horodnic de Sus este administrată de un primar și un consiliu local compus din 15 consilieri. Primarul, Valentin Petrică Luța[*], de la Partidul Național Liberal, este în funcție din 2016. Începând cu alegerile locale din 2024, consiliul local are următoarea componență pe partide politice:
|  | Partid                          | Consilieri | Componența Consiliului | Componența Consiliului | Componența Consiliului | Componența Consiliului | Componența Consiliului | Componența Consiliului | Componența Consiliului | Componența Consiliului | Componența Consiliului | Componența Consiliului |
|  | ------------------------------- | ---------- | ---------------------- | ---------------------- | ---------------------- | ---------------------- | ---------------------- | ---------------------- | ---------------------- | ---------------------- | ---------------------- | ---------------------- |
|  | Partidul Național Liberal       | 10         |                        |                        |                        |                        |                        |                        |                        |                        |                        |                        |
|  | Partidul Verde                  | 2          |                        |                        |                        |                        |                        |                        |                        |                        |                        |                        |
|  | Partidul Social Democrat        | 2          |                        |                        |                        |                        |                        |                        |                        |                        |                        |                        |
|  | Alianța pentru Unirea Românilor | 1          |                        |                        |                        |                        |                        |                        |                        |                        |                        |                        |

## Recensământul din 1930
Componența etnică a comunei Horodnic de Sus
     Români (95,9%)
     Germani (3,4%)
     Altă etnie (0,7%)
Componența confesională a comunei Horodnic de Sus
     Ortodocși (96%)
     Romano-catolici (3,48%)
     Altă religie (0,52%)
Conform recensământului efectuat în 1930, populația comunei Horodnic de Sus se ridica la 3.466 locuitori. Majoritatea locuitorilor erau români (95,9%), cu o minoritate de germani (3,4%). Alte persoane s-au declarat: polonezi (6 persoană), ruteni (2 persoane) și evrei (4 persoane). Din punct de vedere confesional, majoritatea locuitorilor erau ortodocși (96,0%), dar existau și romano-catolici (3,48%). Alte persoane au declarat: adventiști (9 persoane), evanghelici\luterani (3 persoane), mozaici (4 persoane), fără religie (2 persoane).

## Personalități
- Ioan D. Popescu (1914–1988) – avocat, ofițer
- Iulian Vesper (1908–1986) – scriitor, traducător
- Zaharia Macovei (1911–2005), cunoscut sub pseudonimul E. Ar. Zaharia[8][9][10] – poet, publicist, editor și traducător
- Dumitru Calance (n. 1952) – deputat

## Obiective turistice
- Biserica de lemn din Horodnic de Sus - monument istoric datând din secolul al XVIII-lea; se află în cimitirul sătesc.
- Biserica Sfântul Dumitru din Horodnic de Sus - biserică de zid construită în 1899 lângă biserica de lemn.
- Biserica Izvorul Tămăduirii din Horodnic de Sus - biserică de lemn construită în partea de vest a satului, lângă DN 2E.
- Muzeul „Emil Ianus” – muzeu situat în centrul comunei, vizavi de Școala Generală nr. 1 „Iulian Vesper”.

## Imagini

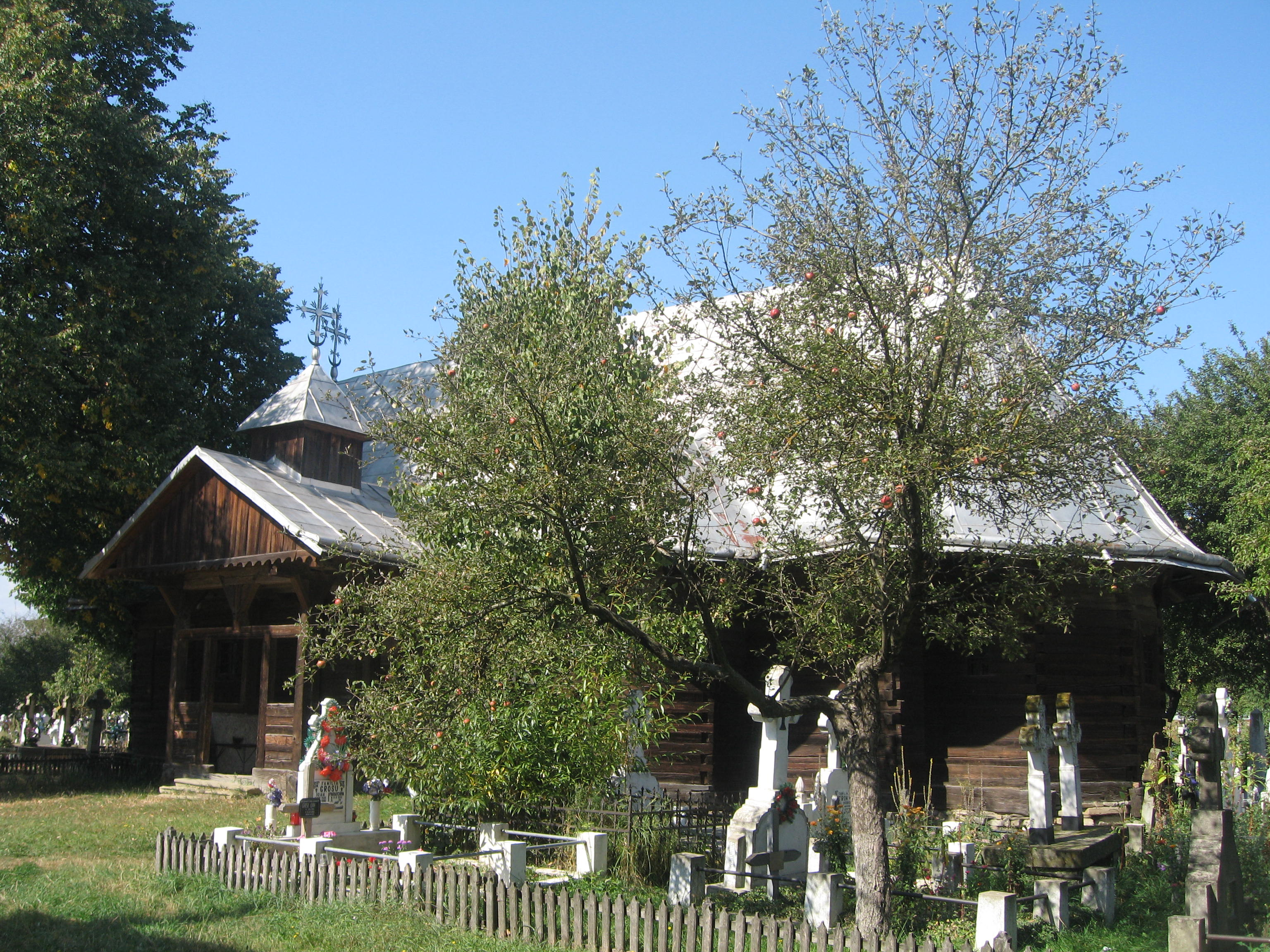
Biserica de lemn Sfântul Dumitru (monument istoric)
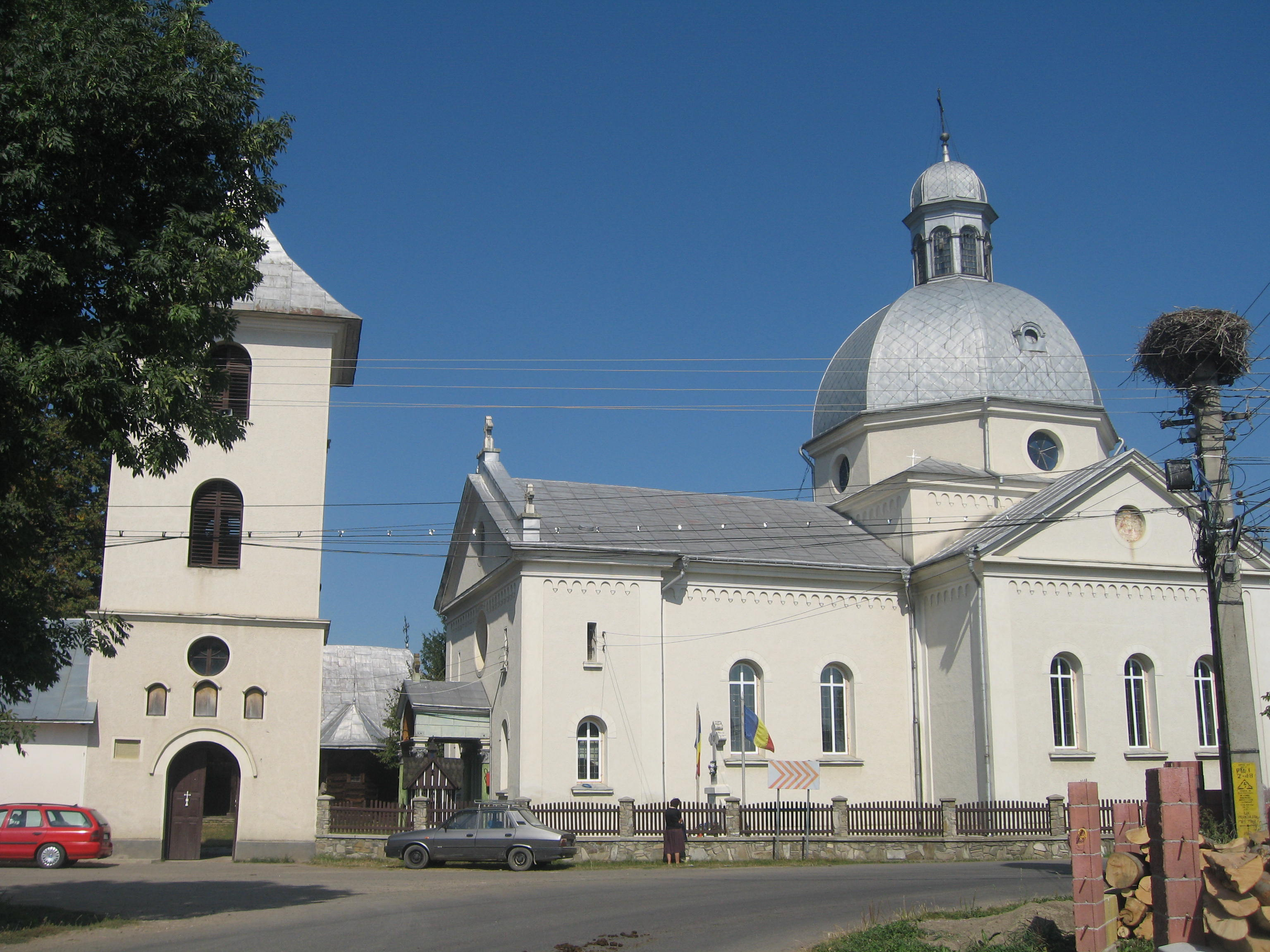
Biserica Sfântul Dumitru
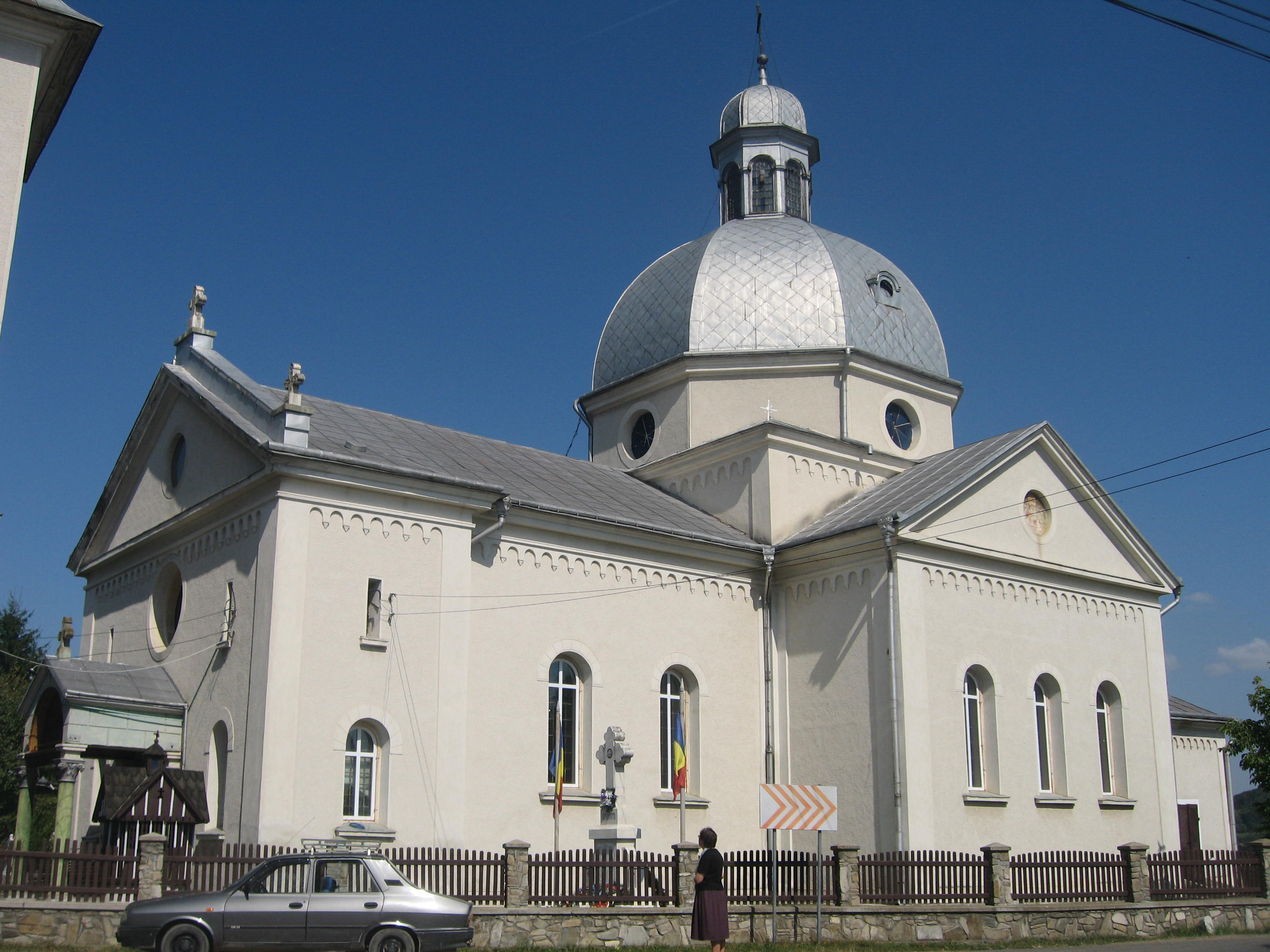
Biserica Sfântul Dumitru
Biserica de lemn Izvorul Tămăduirii
Biserica de lemn Izvorul Tămăduirii
Biserica de lemn Izvorul Tămăduirii (turnul clopotniță)
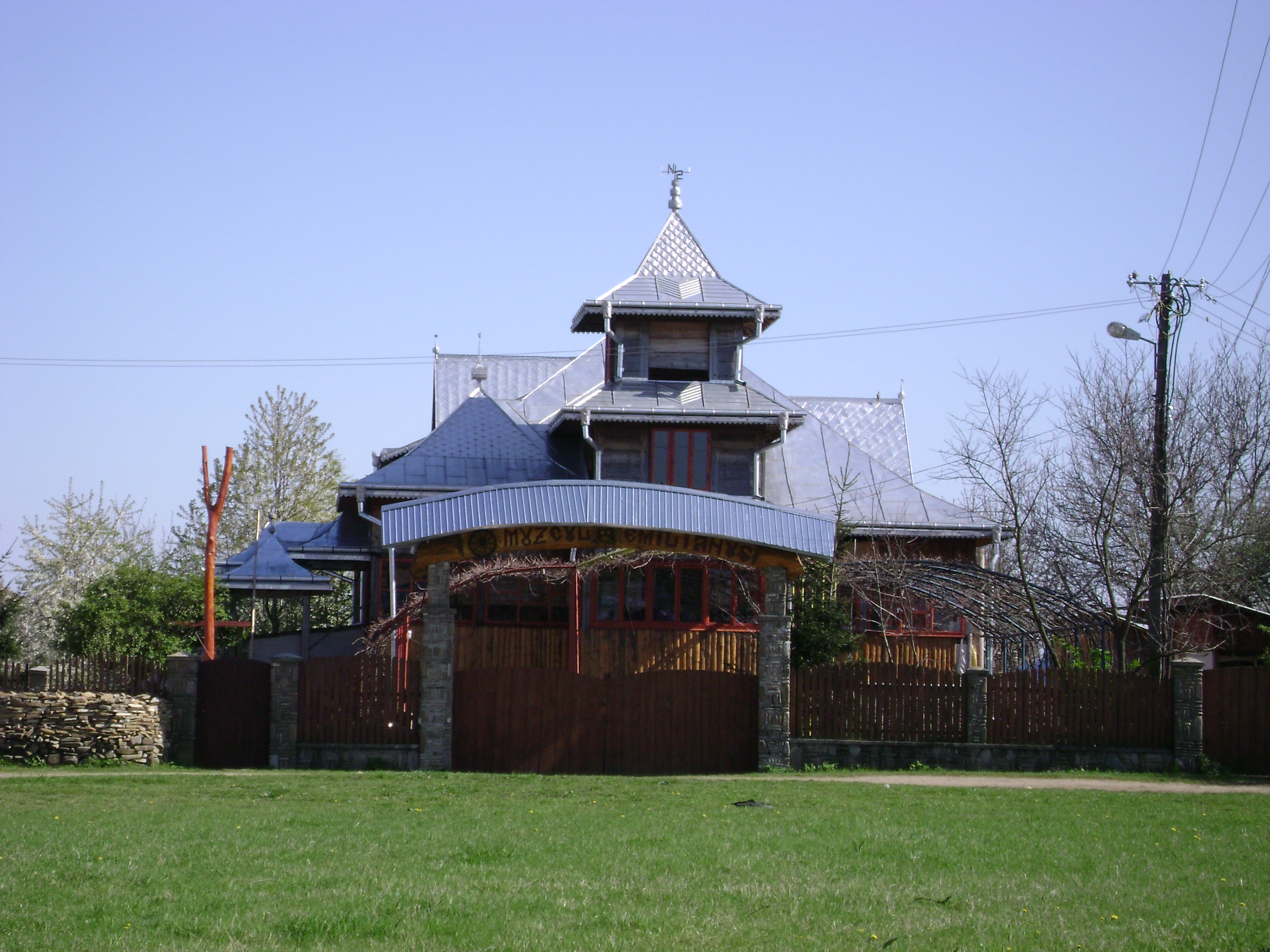
Muzeul „Emil Ianus”
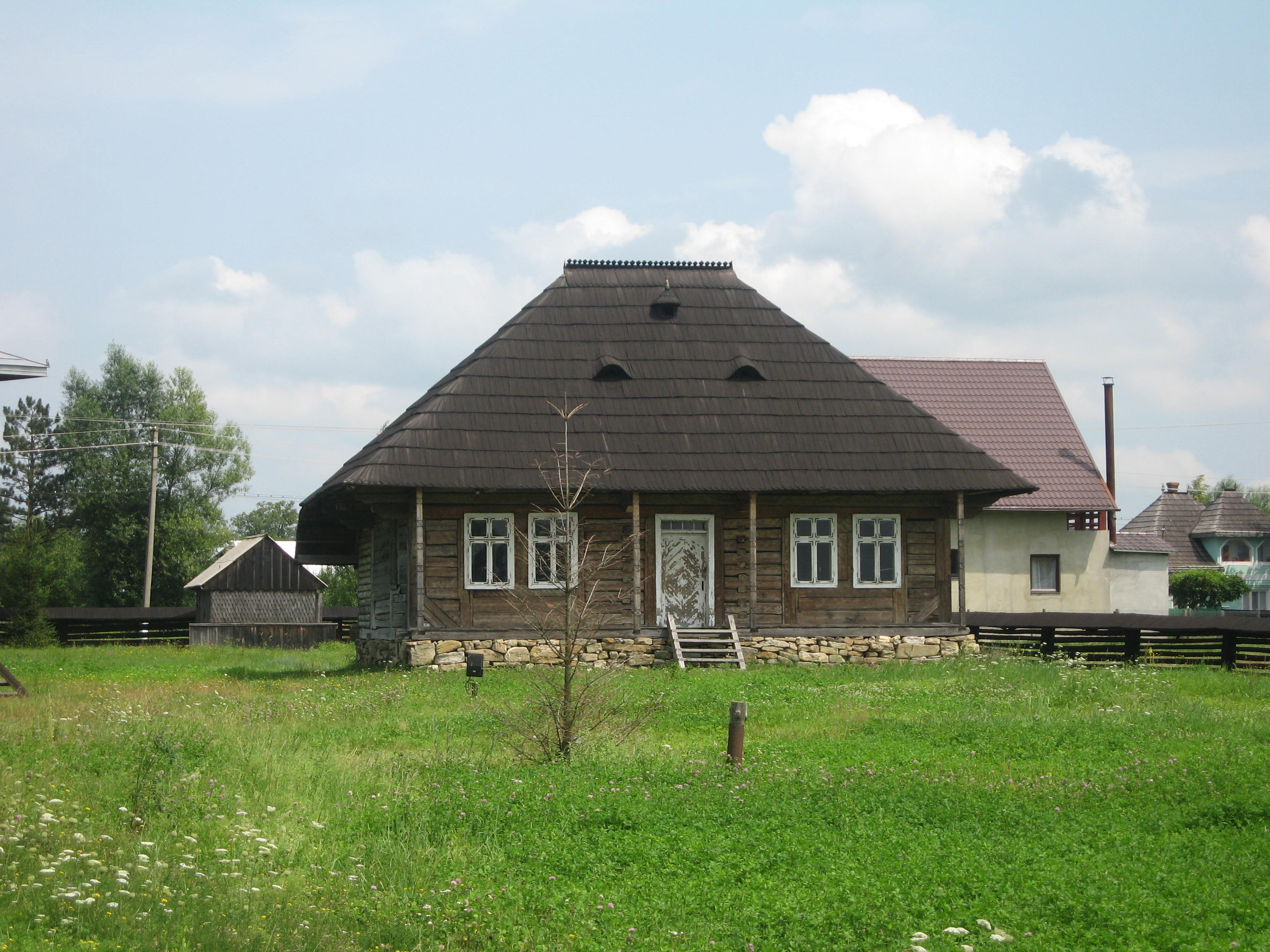
Casă veche din Horodnic de Sus
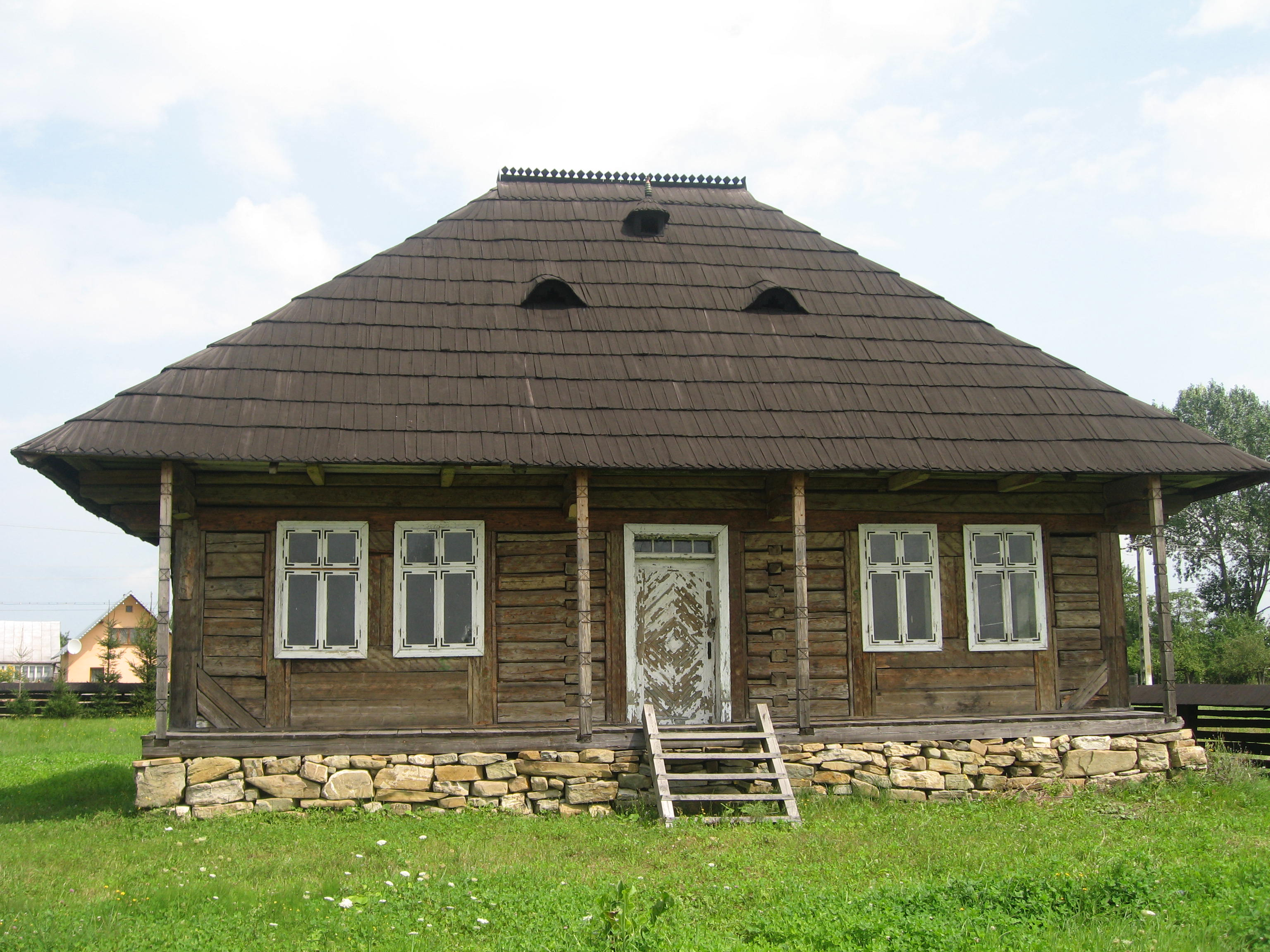
Casă veche din Horodnic de Sus